# Familiehulp
Familiehulp is de grootste thuiszorgorganisatie in Vlaanderen en het Brussels gewest. De organisatie telde in 2022 meer dan 13.000 werknemers en 90.000 klanten. Familiehulp is stichtend lid van Beweging.net. 

## Ontstaan en geschiedenis
De wortels van Familiehulp liggen in de Tweede Wereldoorlog, toen in de schoot van de KAV (Kristelijke Arbeiders Vrouwenbeweging) vrijwilligerswerk ontstond voor mensen en gezinnen die het door de oorlogsomstandigheden erg moeilijk hadden. De tragische gebeurtenissen van 5 april 1943 speelden een bepalende rol bij de ontstaansgeschiedenis van Familiehulp. Na een bombardement op Mortsel gaat een groep jonge meisjes van KAV op vrijwillige basis helpen bij de getroffen gezinnen. Ze verrichten huishoudelijk werk en helpen zo de families om hun normale gezinsleven weer op te bouwen. Tijdens deze moeilijke periode groeit het besef dat er nood is aan een georganiseerde en goed functionerende dienst voor gezinshulp.
In 1946 starten er proefprojecten rond gezinshulp in Turnhout en Leuven. In 1948 wordt in Sint Idesbald de eerste cursus voor helpsters ingericht: 200 uur theorie en 400 uur stage. Voor deze cursus schrijven zich 16 kandidaten in. In datzelfde jaar maakt KAV plannen om een vzw (vereniging zonder winstoogmerk) op te richten. De ontwerpstatuten zijn gebaseerd op het bestaande Nederlandse systeem van georganiseerde gezinshulp.

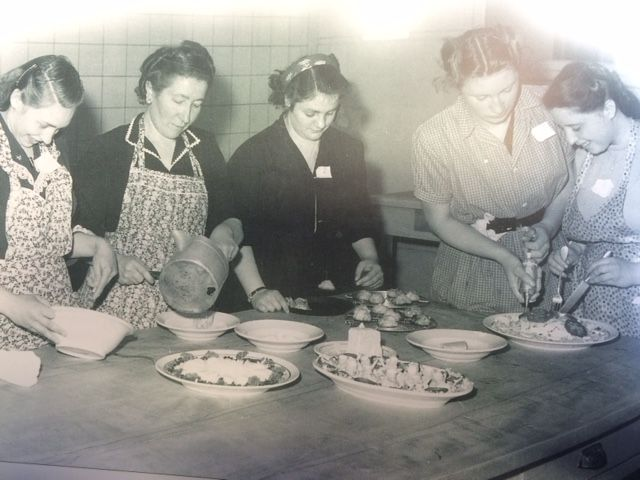
De eerste opleidingen voor gezinshelpsters

Op 1 maart 1949 verschijnt het Regentsbesluit rond de oprichting, erkenning en subsidiëring van de diensten gezinshulp. De KAV richt op 2 april 1949 de vzw Familiale Hulp op. Op 20 juli 1949 wordt Familiale Hulp erkend bij Ministerieel Besluit. Op 5 december 1949 ontvangt men de eerste toelagen van de overheid. Een jaar later zijn er 144 medewerkers in dienst. Zij bieden hulp aan 877 gezinnen. In 1953 verandert de naam Familiale Hulp in Familiehulp. 
Na 1953 breidt Familiehulp haar dienstenaanbod verder uit. Naast gezinszorg en poetshulp biedt men ook kraamzorg en later ook karweihulp en huishoudelijke hulp met dienstencheques aan. Ook kinderopvang en kleinschalige dagverzorging kwamen mee in het aanbod. Er zijn anno 2023 veertien kinderdagverblijven (De Speelboom), veertig dagverzorgingshuizen (NOAH), vijf ateliers van Goed Wonen (lokale diensteneconomie) en acht opleidingscentra.
Op 4 mei 2024 vierde Familiehulp haar 75e verjaardag met een gezinsdag voor haar medewerkers en hun gezin in het Provinciaal Recreatiedomein De Schorre in Boom.

## Referentiewerking
Via haar referentiewerking (opleidingen voor verzorgenden en huishoudhulpen) biedt Familiehulp ook gerichte zorg en ondersteuning aan mensen met een handicap, mensen met dementie, mensen in kansarmoede, mensen met psychische kwetsbaarheid, mensen met kanker en mensen in een palliatieve zorgsituatie. 

## Opleiding tot verzorgende/zorgkundige

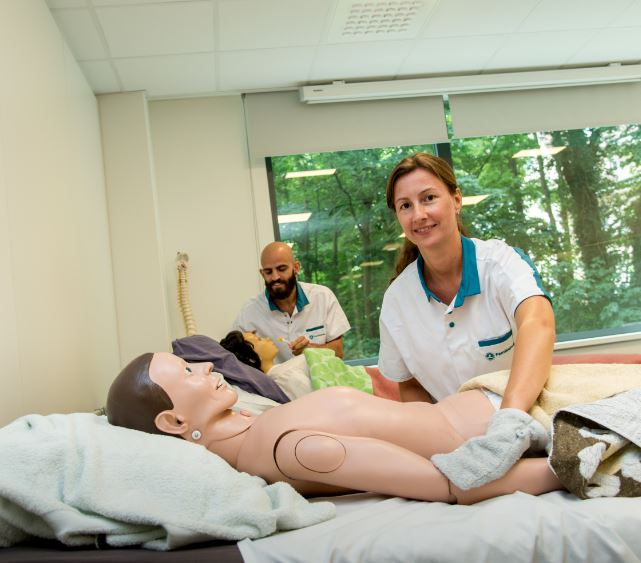
Opleiding Familiehulp

Familiehulp biedt in samenwerking met VDAB de opleiding verzorgende - zorgkundige aan. Cursisten die het diploma halen, kunnen daarna terecht in de thuiszorg. Anderstaligen of laagtalige cursisten kunnen daarnaast ook extra taalondersteuning Nederlands genieten in de opleidingscentra van Aalst en Vilvoorde. 

## Stripverhaal
Om mensen een idee te geven wat Familiehulp doet, kreeg Studio Vandersteen in 1989 opdracht een stripalbum te maken getiteld Een dag als een andere.... De tekeningen zijn van Jeff Broeckx en het scenario van Marck Meul. Het verhaal volgt verzorgende Agnes die een gezin komt bijstaan waarin moeder Machteld omwille van breuken haar dagelijkse huishoudelijke taken niet meer kan verrichten. Machteld is zo enthousiast over het werk van Agnes dat ze besluit om zelf verzorgende bij Familiehulp te worden.